# MOD (formato de archivo)
El formato de archivo MOD para música surge entre 1987 y 1988 diseñado para secuenciadores de tipo tracker.

El formato fue diseñado para ser reproducido en computadores como Amiga y Atari ST sin procesamiento adicional. Por ejemplo, las pistas se almacenan en formato PCM de 8 bits sin empaquetamiento, listas para reproducirse en los DAC de Amiga. Por lo tanto, la reproducción requería muy pocos recursos de la CPU Motorola 680X0. En la era de las tarjetas de sonido de 16-, 24- y más bits, el formato MOD aun se utiliza en los videojuegos y demos, especialmente en ambientes con recursos limitados.
Originalmente no se usaba una extensión de archivo, ya que no era necesario en el sistema operativo AmigaOS. Posteriormente, al portar estos módulos a MS-DOS, se comenzó a utilizar la extensión .mod.
Lo característico del formato MOD es la inclusión en su cabecera de samples o muestreos digitales. Dichos samples son el sonido de los distintos instrumentos que componen la pieza musical. Originalmente MOD soportaba 4 canales y hasta 15 instrumentos. La variación en la velocidad de reproducción resulta en un tono más alto o más bajo, lo cual permite reproducir todas las notas musicales. El formato MOD también contiene la información de cuándo y qué instrumentos hacer sonar para la reproducción de la obra. Así como un número limitado de efectos sonoros como vibrato, deslizamiento de volumen, etc.
La ventaja del formato MOD es su reducido tamaño, por lo que era extensamente utilizado para música de videojuegos. En sus tiempos se utilizaban disquetes de 700Kb. Un solo disquete podía contener una colección de varios temas musicales. Semejantes limitaciones de espacio fueron relajándose con la introducción del CD en el mundo del videojuego, por lo que fue perdiendo terreno frente a otros formatos.